# Erdélyi Tudományos Füzetek
Erdélyi Tudományos Füzetek, rövidítve ETF György Lajos szerkesztésében Kolozsvárott 1926–29 közt az Erdélyi Irodalmi Szemle, majd 1930 és 1947 között, illetve 1991 után az Erdélyi Múzeum-Egyesület kiadásában megjelent sorozat. 1930-tól túlnyomórészt az Erdélyi Múzeum folyóirataiban közreadott tanulmányokat tartalmazta s a tudományágak erdélyi magyar művelőinek munkásságát juttatta el az érdeklődő olvasókhoz. A romániai magyar tudományos élet és közművelődés számára egyaránt nagy jelentőségű sorozat 1. száma Rass Károly Reményik Sándor (Kolozsvár 1926), a kényszerszünet előtti utolsó, 208. Szabó T. Attila Erdélyi népi mesterek és tisztségviselők a XVI-XIX-ik századból (Kolozsvár 1947) című tanulmánya.
A romániai rendszerváltást követően a sorozat 1991-ben indult újra, folytatva az eredeti számozást.

## Története
Az Erdélyi Tudományos Füzeteket György Lajos indította el az Erdélyi Irodalmi Szemle különnyomatainak sorozataként. A 21. számtól a sorozatot az Erdélyi Múzeum-Egyesület vette át. A különlenyomatok az egyes cikkek szerzőinek kérésére készültek, és feltehetőleg a költségeket is a szerzők állták. A sorozat alkalmat nyújtott arra, hogy az írásokat az előfizetőkön túl, szélesebb körben terjesszék. A 122. szám után 1941-ben Szabó T. Attila vette át a szerkesztést, és folytatta az 1947-ben kiadott 208. számig.
Az 1990-ben újraalakult Erdélyi Múzeum-Egyesület könyvsorozata 1991-től jelent meg ismét. Ugyan kezdetben azt tervezték, hogy a humán- és reáltudományokat külön sorszámozással választják külön, ez nem történt meg. A sorozat szerkesztője kezdetben Dávid Gyula volt, őt a 2001-ben megjelent 232. szám után Sipos Gábor váltotta. Ebben az időszakban a különlenyomatokat a terjedelmesebb írások váltották fel, egyes esetekben doktori értekezéseket, illetve tudományos ülésszakokon felolvasott előadások gyűjteményét adták ki. A kiadás költségeit az egyesület pályázatok útján biztosította, de magánszemélyektől és szervezetektől is érkeztek felajánlások; a támogatók nevét feltüntették az egyes kiadványokban. Volt olyan eset is, hogy a kiadói tervben szereplő kötet anyagiak híján nem jelenhetett meg.

## Tartalma
Az Erdélyi Tudományos Füzetek széles skálája felölelte romániai magyar önismeret jogi, nyelv- és helytörténeti, néprajzi, régészeti, történeti, műemlékvédelmi és személyiségrajzi, szociológiai, irodalmi, sajtótörténeti és bibliográfiai, nemkülönben román-magyar kapcsolattörténeti tárgykörét.
Több munka foglalkozott az Erdélyi Múzeum-Egyesület múltjával, tágabban véve az erdélyi tudományos élet intézményeivel: Kántor Lajos bemutatta az egyesület helyzetét 1930-ban (ETF 21.), és közzétette Mikó Imre 1856-os felhívását (ETF 37.), György Lajos az Erdélyi Múzeum folyóirat történetével foglalkozott (ETF 105.), Jakó Zsigmond az egyesület levéltárának történetéről írt (ETF 133.), Mikecs László az 1940-ben alapított Erdélyi Tudományos Intézetet mutatta be (ETF 190.).
Igen gazdag a nyelv- és helytörténeti anyag: Szabó T. Attila a Közép-Szamos vidék, Nagyenyed, Zilah, Szásznyíres, Dés, Bábony helynév- és településtörténetével nyitotta meg az erdélyi népiségtudomány új útját, s jelentősek voltak a néprajzi közlések is, így Makkai Endre és Nagy Ödön munkája, az Adatok téli néphagyományaink ismeretéhez (ETF 103.), Balogh Ödön néprajzi jegyzetei a csügési magyarokról s Nagy Jenő magyarvalkói feldolgozásai. A régészeti anyagból kiemelkednek Ferenczi István megfigyelései a limes dacicus északnyugati szakaszán, s eredetiségével feltűnt Méri István Középkori temetőink féltárásmódjáról című szaktanulmánya (ETF 175.). A székelyek eredetével Karácsonyi János és Asztalos Miklós, a moldvai csángókkal néprajzi és történeti szempontból Bitay Árpád, Csűry Bálint, Mikecs László és Veress Endre foglalkozott.
Nagy számban jelentek meg irodalomtörténeti anyagok, ezeket György Lajos (ETF 12., 17., 22., 40., 54., 120., 200.), Kristóf György (ETF 42., 44., 72., 74., 173.), Rass Károly (ETF 1., 88.),  Gyalui Farkas (ETF 32.), Kántor Lajos (ETF 66.), Rajka László (ETF 33., 77.), Vita Zsigmond (ETF 158., 170.), Faragó József, (ETF 195.), Isák József (ETF 204.) jegyezte. Az újraindulás után az irodalomtörténet némiképpen a háttérbe szorult az irodalomelmélet illetve stilisztika javára.
Különösen jelentős az Erdélyi Tudományos Füzetek művészet- és műemléktörténeti anyaga. K. Sebestyén József a brassói Fekete templom Mátyás kori címereivel és a Cenk hegyi Brassovia várával ismertetett meg, Bíró József a Bánffyak kolozsvári palotáját és bonchidai kastélyát mutatta be, Balogh Jolán Márton és György kolozsvári szobrászok cím alatt (ETF 71.) a híres prágai Szent György-szobor mestereiről számolt be, a kolozsvári Szent Mihály-templom történetét Grandpierre Edit írta meg. Herepei János és Szabó T. Attila Levéltári adatok faépítészetünk történetéhez cím alatt (ETF 107.) fatemplomok és haranglábak, majd Szabó T. Attila ugyanezen mű II. kötetében székelykapuk és fazárak keletkezését magyarázta. Entz Géza a dési református templomot dolgozta fel művészettörténetileg.
Értékesek az Erdélyi Tudományos Füzetek történeti személyiségrajzai: Veress Endre gróf Kemény József történészről és a történetíró Báthory István lengyel királyról írt monográfiái, id. Kántor Lajos rajza Wass Otíliáról, az Erdélyi Múzeum-Egyesület jótevőjéről, György Lajos Dr. Bitay Árpád életrajzi adatai és tudományos munkássága című műve (ETF 100.), ugyancsak az ő tollából Dr. Rajka László élete és tudományos munkássága (ETF 110.), a zenetörténész Lakatos István A muzsikus-Ruzitskák Erdélyben című értekezése (ETF 111.), Nagy Géza dolgozata Geleji Katona István személyiségéről vagy a Bíró Vencelé gr. Batthyány Ignácról, a gyulafehérvári könyvtáralapítóról megannyi életrajzi forrásmű.
A romániai magyar faluszociológia kezdeteit Venczel József A falumunka és az erdélyi falumunka-mozgalom (ETF 78.) és Szabó T. Attila A transylvan magyar társadalomkutatás (ETF 97.) című munkái jelezték, utalásokkal a Gusti-féle monografikus iskolával való kapcsolatokra. Az irodalmi anyagból Gál Kelemen munkája, a Brassai küzdelmei a magyartalanságok ellen (ETF 10.) s Gyalui Farkasé, A Döbrentei-pályázat és a Bánk bán (ETF 32.) emelkedett ki. Példamutató két sajtótörténeti úttörés: Hofbauer Lászlótól Az Erdélyi Híradó története (ETF 43.) és Kristóf Györgytől Az erdélyi magyar vidéki hírlapirodalom története a kiegyezésig (ETF 109.).
A jogi szakirodalomból Balogh Artúr székely önkormányzati és a Nemzetek Szövetsége történetéről szóló tanulmányai, valamint Mikó Imrének a törvényhozói összeférhetetlenségről s az államnyelvről írt dolgozatai említendők.
Aránylag kis helyet foglalt el a bölcselet, így Tavaszy Sándor Kierkegaard dán idealista filozófus gondolkozásával, majd a lét és valóság problémájával foglalkozott, Varga Béla pedig Az individualitás kérdése (ETF 46.) címen értekezett.
Ritkán szerepeltek a természettudományok is: Balogh Ernő az Erdélyi-medence felső mediterrán gipszeiben előforduló kvarcról, Nyárády Erazmus Gyula Kolozsvár környékének mocsárvilágáról írt. 1991 után Nagy-Tóth Ferenc és Fodorpataki László az erdélyi élettudományi kutatásokról írt.
Fontos láncolatot alkotott az ETF sorozatban Románia magyar irodalmának rendszeres számbavétele. György Lajos eredetileg már 1919-től 1924-ig kiadott erdélyi magyar irodalmi bibliográfiáját 1925-ben az Erdélyi Tudományos Füzetek keretében folytatta, s ez a munka 1933-ig Ferenczi Miklós, ugyanettől az évtől társként, majd 1934-től egyedül Valentiny Antal, végül 1940-42-ben Nagyenyedről, Dél-Erdélyre korlátozva Vita Zsigmond tollából jutott tovább.
Az egyik szerző jeles román történész, Vasile Pârvan (A dákok Trójában, ETF 2.); román-magyar kapcsolatra utal id. Kántor Lajos Párhuzam az Erdélyi Múzeum-Egyesület és az Astra megalakulásában és korai működésében című munkája (ETF 116.).

## Szerkesztői
- 1926–1940: György Lajos
- 1941–1947: Szabó T. Attila
- 1991–2001 Dávid Gyula
- 2001–2010. április Sipos Gábor
- 2010. áprilistól kezdve Biró Annamária